# FUZZ (テレビ番組)
『FUZZ』（ファズ）は、2002年4月6日から2005年3月26日まで放送されていた毎日放送テレビ（MBSテレビ）の音楽情報番組。スペースシャワーTVでも放送されていた。

## 概要
- 毎週一組のアーティストをゲストに迎え、VJがその素顔に迫る音楽番組。インタビューはロケをしながら行うこともあった。
- この他、HMVの選ぶレコメンドアーティストが紹介された。全国のHMV店内にも、レコメンドCDの試聴やPVの見られるコーナーが設置されていた。

## VJ
- 佐藤ともみ（2002年4月6日 - 2002年9月28日）
- ジャスミン・アレン（2002年10月5日 - 2004年3月27日）
- 佐久間麻由（2004年4月3日 - 2005年3月26日）

## 放送時間

### 毎日放送テレビ（MBSテレビ）
- 土曜 25:40 - 25:55

### スペースシャワーTV
- 日曜 19:00 - 19:15
- 月曜 12:00 - 12:15（リピート放送）